# Abévé
Abévé est une localité rurale dans le Sud de la Côte d'Ivoire dans la région d'Agnéby-Tiassa, appartenant au département de Tiassalé. La localité d'Abévé est admministrativement rattachée à la sous-préfecture de N'douci,.